# Raihorod, Kameanka
Raihorod (în ucraineană Райгород) este localitatea de reședință a comunei Raihorod din raionul Kameanka, regiunea Cerkasî, Ucraina.

## Demografie
Componența lingvistică a localității Raihorod
     Ucraineană (98,22%)
     Rusă (1,7%)
     Alte limbi (0,07%)
Conform recensământului din 2001, majoritatea populației localității Raihorod era vorbitoare de ucraineană (98,22%), existând în minoritate și vorbitori de rusă (1,7%).